# Édouard Armand
Édouard B. Armand (ur. w sierpniu 1890, zm. w XX wieku) – haitański lekkoatleta, olimpijczyk.
Uczestnik Letnich Igrzysk Olimpijskich 1924 w Paryżu. Wystartował w trzech konkurencjach, którymi były: bieg na 400 m, bieg na 800 m i dziesięciobój. W obu konkurencjach biegowych odpadł w eliminacjach, zajmując każdorazowo ostatnie miejsce w swoim biegu (odpowiednio: czwarte i siódme). Czasy osiągnięte przez Haitańczyka są nieznane. Dziesięciobój ukończył na 23. lokacie wśród 25 sklasyfikowanych zawodników, osiągnąwszy 5207,8950 punktów. Najwyższe miejsce w zawodach wielobojowych (piąte) osiągnął w biegach na 400 m i 1500 m.
Zgłoszony był również do biegu na 1500 m i skoku w dal, jednak nie pojawił się na starcie tych konkurencji.